# USS LST-971
O USS LST-971 foi um navio de guerra norte-americano da classe LST que operou durante a Segunda Guerra Mundial.